# 자코바이트의 난

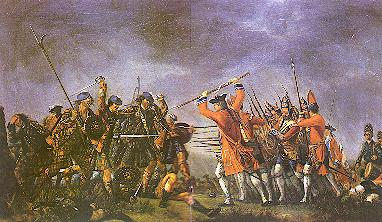
자코바이트 반란을 종결지은 1746년 컬로든 전투

자코바이트의 난(Jacobite risings)은 1688년에서 1746년에 걸쳐 브리튼 제도에서 일어난 폭동이자 반란, 전쟁이었다. 반란은 제임스 2세 복위가 목표였으며, 그가 명예혁명으로 폐위되자 스튜어트 왕가 후계자 복권을 시도했다. 자코바이트(영어: Jacobite)라는 이름은 제임스(영어 James)의 라틴식 이름인 야코부스(라틴어 Jacobus)에서 온 것이다. 여러 차례에 걸쳐 일어난 이 반란은 발생한 연도를 따 "15년의 자코바이트 반란"(1715년) "45년의 자코바이트 반란"(1745년)과 같이 불렸다.

## 개요
여러 차례에 걸쳐 일어난 자코바이트 반란의 동일한 목표는 스튜어트 왕가를 잉글랜드와 스코틀랜드의 왕좌에 앉히는 것이었다.(1707년 이후에는 그레이트브리튼 왕국의 왕좌를 목표로 했다.) 이들은 명예혁명을 통해 집권한 메리 2세와 네덜란드 출신인 그녀의 남편 오렌지공 윌리엄의 통치를 인정하지 않았다. 이들은 하노버 왕가가 성공적으로 영국의 왕좌를 양위받은 1714년 격렬한 반란을 일으켰다. 최후의 자코바이트 반란은 1745년 7월에 찰스 에드워드 스튜어트를 옹립하여 일어났으며 1746년 4월16일의 컬로든 전투에서 패배함으로써 반란은 완전히 진압되었다.

## 군복
자코바이트 군은 군복을 똑같이 맞춘 것이 아니라, 푸른 보닛(bonnet = 챙 없는 모자)과 흰 코케이드 (꽃 모양의 리본 장식)으로 자코바이트 군임을 식별하였다.

## 관련 문화
자코바이트의 반란과 관련된 스코틀랜드의 고전 및 현대 포크송은 다음과 같은 것들이 있다. 관사는 모두 생략하였다.
- 블루 보니츠(Blue Bonnets)
- 화이트 코케이드(White Cockade)
- 셰라무어 파이트(Sherramuir Fight)
- 컴 이 바이 어솔(Cam ye by Atholl)
- 킬리크랭키(Killiecrankie)
- 보니 던디(Bonnie Dundee)
- 조니 코프(Johnny Cope)
- 컴 오버 더 스트림 찰리(Come over the Stream Charlie)
- 오버 더 워터(Over the Water)
- 보니 무어헨(Bonnie Moorhen)
- 윌 이 노 컴 백 어게인(Will ye no Come Back Again)
- 사운드 더 피브로크(Sound the Pibroch)
- 스카이 보트 송(Skye Boat Song)
- 이 재커바이츠 바이 네임(Ye Jacobites by Name)-로버트 번스 작사
- 로지스 어브 프린스 찰리(Roses of Prince Charlie)-로니 브라운 작사, 작곡
- 보니 블루(Bonnie Blue)-로이 윌리엄슨 작사, 작곡